# 1771

## Родени
- Альойзи Фелински, полски поет, драматург и преводач
- Ангел Гацо, гръцки революционер
- 14 август – Уолтър Скот, шотландски романист и поет
- 13 октомври – Йохан Фишер фон Валдхайм, германски зоолог

## Починали
- Бартоломео Франческо Разстрели, руски бароков архитект
- 18 декември – Филип Милър, шотландски ботаник
- 26 декември – Клод Адриан Хелвеций, френски философ